# Dawid Cimakuridze
Dawid Michajłowicz Cimakuridze (gruz. დავით ციმაკურიძე; ros. Давид Михайлович Цимакуридзе; ur. 29 marca 1925 w Poti, zm. 9 maja 2006 w Tbilisi) – radziecki zapaśnik walczący w stylu wolnym. Złoty medalista olimpijski z Helsinek 1952, w kategorii do 79 kg.
Mistrz ZSRR w 1945, 1946, 1947, 1949, 1950, 1951 i 1952; drugi w 1954; trzeci w 1948 roku. Drugi w stylu klasycznym w 1947 i 1948. Skończył karierę sportową w 1956 roku. Trener reprezentacji ZSRR na igrzyskach olimpijskich w 1956 roku.